# Legazpi (kommun i Spanien)
Legazpi är en kommun i Spanien. Den ligger i Gipuzkoaprovinsen i den autonoma regionen Baskien i norra delen av landet, 300 km norr om huvudstaden Madrid. Antalet invånare är 8 390 (2024). Arean är 41,84 kvadratkilometer.